# Caloris Montes
Caloris Montes (Hory žáru) je nejvyšší pohoří na Merkuru. Je meteoritického původu a nachází se na severovýchodním okraji pánve Caloris Basin (souřadnice 39° 24′ N, 187° 12′ W). Řetězec hor je dlouhý 1000 km a dosahuje výšky přes dva kilometry. Podle pozorování sondy MESSENGER se pohoří skládá z řady paprskovitě uspořádaných hřbetů s příkrými srázy, oddělených příčnými hlubokými propastmi.  